# Jeremoabo
Jeremoabo là một đô thị thuộc bang Bahia, Brasil. Đô thị này có diện tích 4761,114 km², dân số năm 2007 là 36483 người, mật độ 7,66 người/km².